# Trou de Madame Coco
Pour les articles homonymes, voir Trou.
Situé en Guadeloupe, à l’extrême Nord de l'île de la Grande-Terre, sur le territoire de la commune d'Anse-Bertrand, le Trou de Madame Coco est une excavation monumentale ouvrant sur une cavité souterraine naturelle creusée à flanc de falaise par l'Océan Atlantique. 
D'accès direct quasi impossible, cette grotte marine est l'objet de quelques légendes qui lui ont valu son nom.

## La légende de Man Coco
Selon la légende, Man Coco serait une sorcière ayant fait un pacte avec le Diable pour devenir plus forte que sa rivale Madame Grands-Fonds. N'ayant pas respecté ce pacte, elle se rendit en mer et le Diable l'emporta au lieu-dit "Tou a Man Coco".

## Galerie

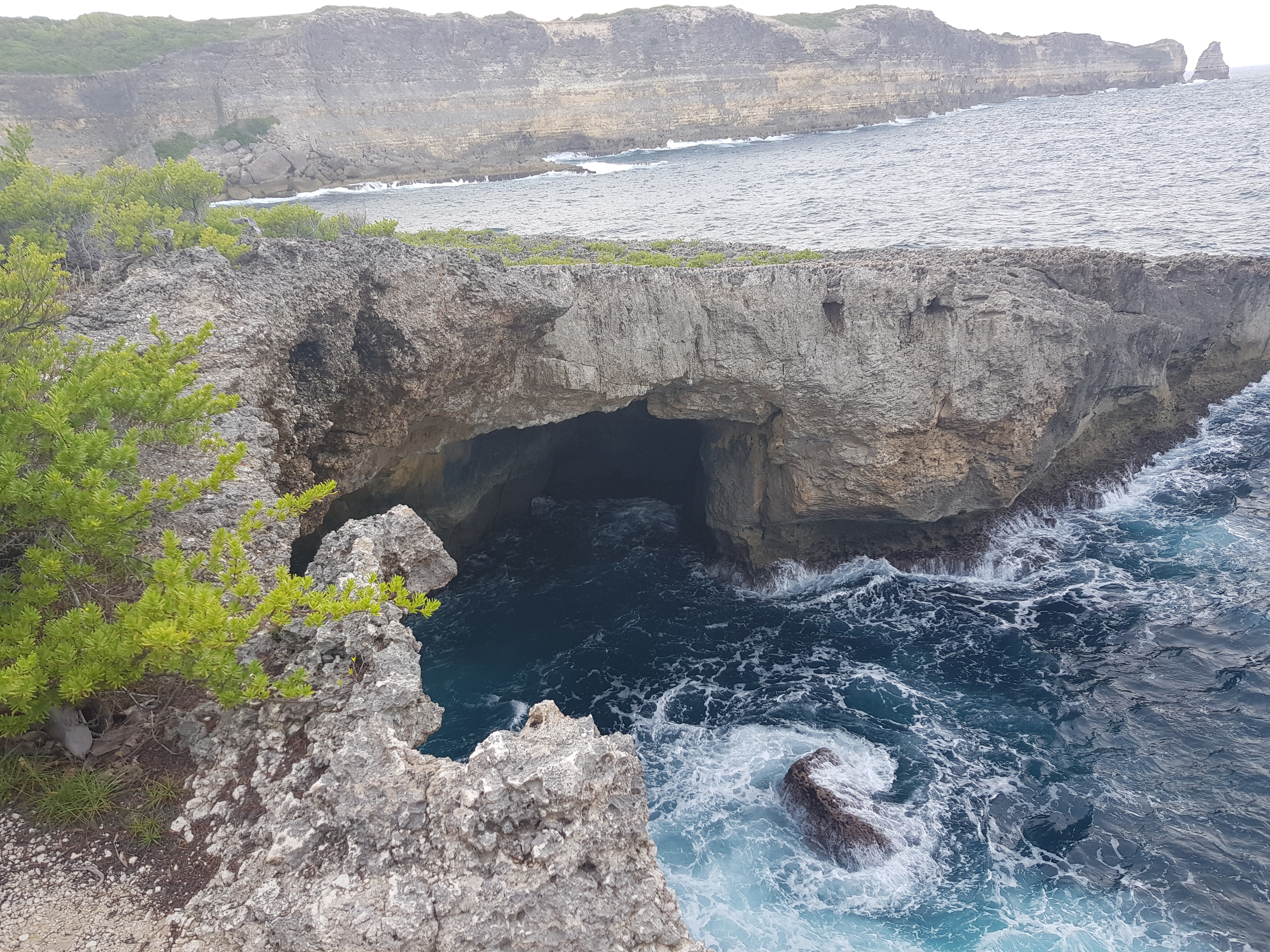
Le trou de madame Coco par la hauteur avec vue sur la pointe du Piton et Le Piton
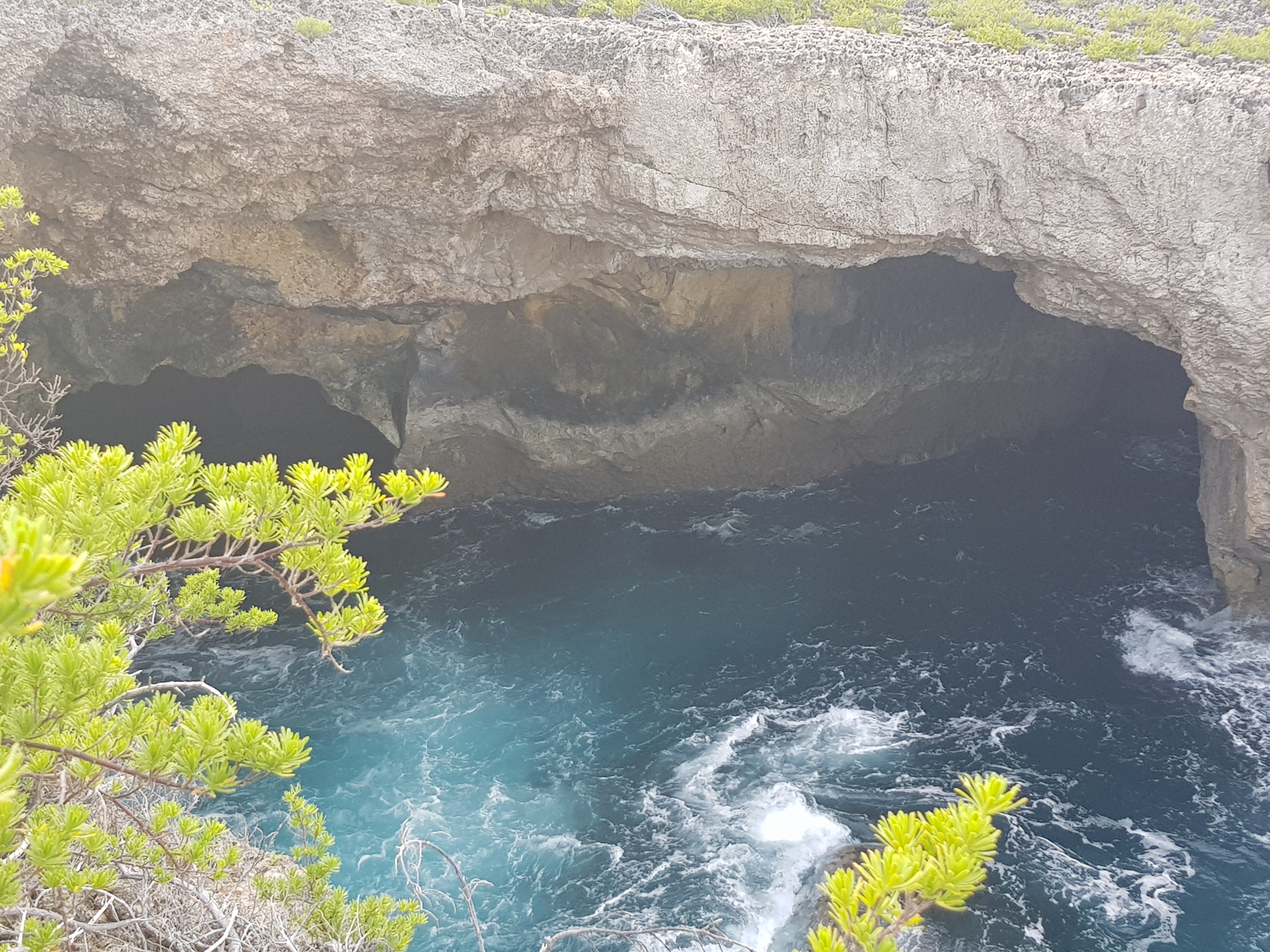
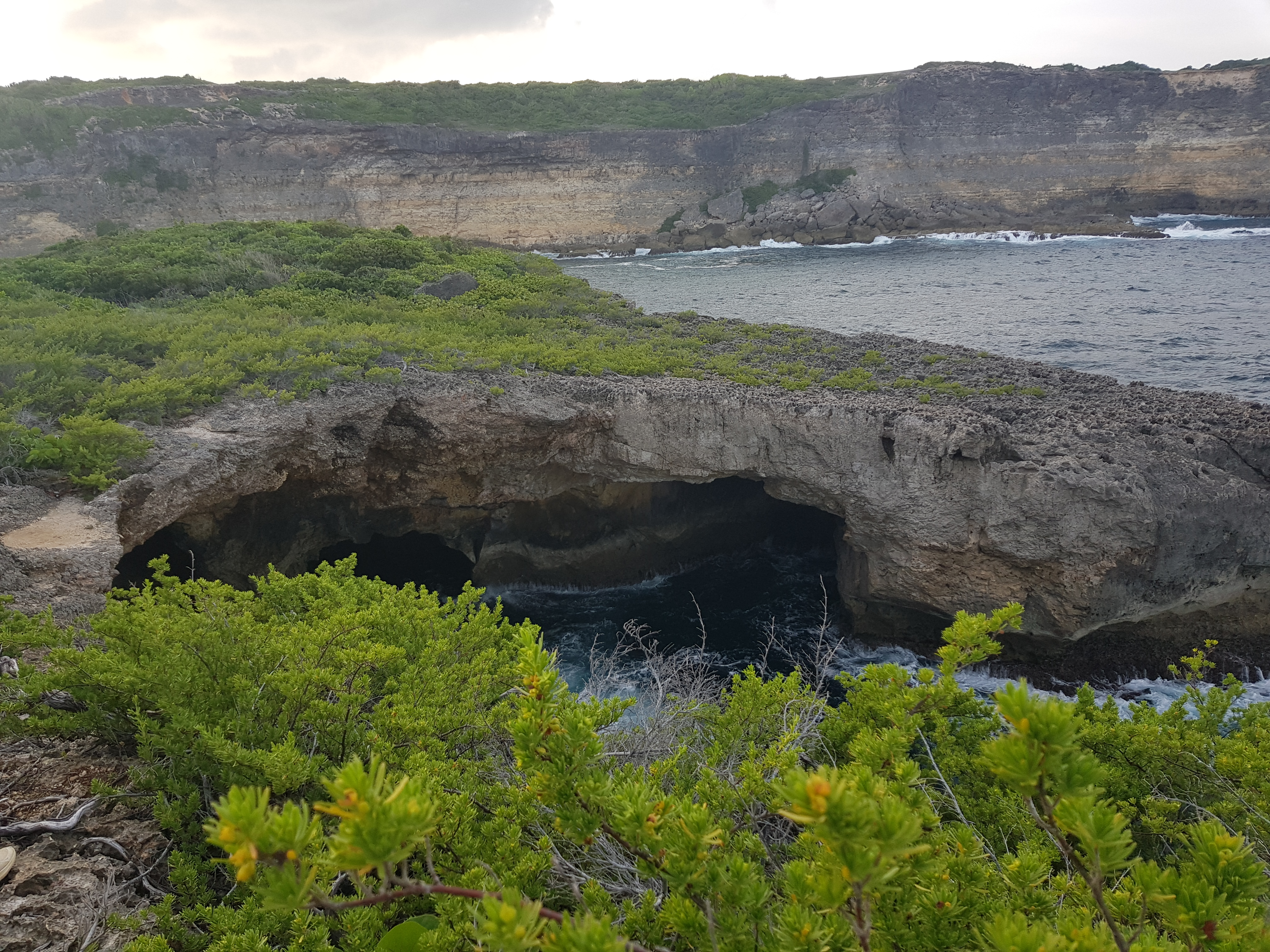